# Obwód Lida Armii Krajowej
Obwód Lida – jednostka terytorialna Związku Walki Zbrojnej, a następnie Armii Krajowej. 
Operowała na terenie powiatu lidzkiego. Nosiła kryptonim „Bór”.
W 1944 podlegał bezpośrednio komendzie Okręgu Nowogródek.
Obwód Lida wchodził wraz z Obwodem Szczuczyn i Obwodem Wołożyn w skład Inspektoratu Rejonowego Północnego Okręgu Nowogródek.
Komendantem Obwodu był Olgierd Kuszelewski ps. „Sulima”.